# Waldschildkröte

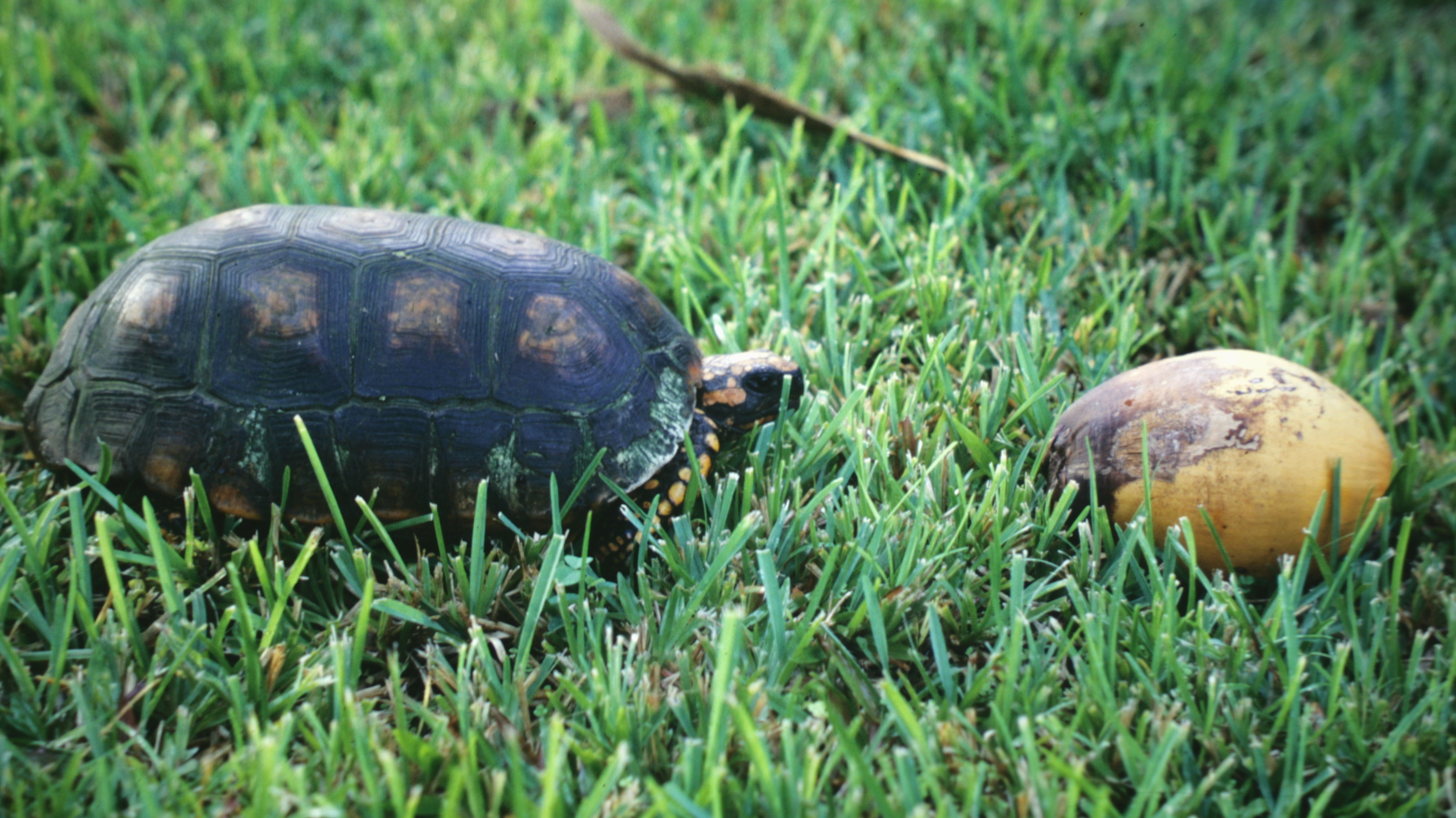
Waldschildkröte

Die Waldschildkröte (Chelonoidis denticulatus) ist eine Art der Gattung Chelonoidis aus der Familie der Landschildkröten (Testudinidae).

## Merkmale
Die Waldschildkröte kann  60–70 cm groß werden. Die Grundfarbe des Panzers ist dunkelbraun bis hellbraun, aber niemals schwarz wie bei der nahe verwandten  Köhlerschildkröte  (Chelonoidis carbonarius). Auffällig sind die gelben Schuppen an den Beinen, im englischsprachigen Raum wird sie daher als Yellow-Foot Tortoise bezeichnet. Gelbe Flecken finden sich auch als Zeichnung des Kopfes, diese gehen jedoch niemals ins Rötliche über, wie sehr oft bei der Köhlerschildkröte.  Trotzdem ist die Abgrenzung zu dieser ähnlich gezeichneten Schildkröte manchmal schwierig. 
Der Panzer ist hoch aufgewölbt, aber relativ schmal. Es gibt einen Geschlechtsdimorphismus, die erwachsenen Männchen sind bei dieser Art meist kleiner als die Weibchen. 
Charakteristisch für die Waldschildkröten sind paarige, relativ große Schuppen an der Kopfoberseite direkt hinter der Nase, die bei Köhlerschildkröten nicht zu finden sind.

## Verbreitung
Die Waldschildkröte stammt aus Südamerika, wo sie die immerfeuchten, aber auch die wechselfeuchten tropischen Regenwälder bewohnt. Man findet sie in Kolumbien, Venezuela, den Guayanas, Brasilien, Peru, Bolivien und Paraguay, aber auch auf der Insel Trinidad.

## Terrarium und Freilandanlage
Die Tiere sind relativ leicht zu halten, wenn man ihnen entsprechende Temperaturen und Luftfeuchtigkeit bieten kann. Sie brauchen aber wegen ihrer Größe viel Platz und wegen ihrer Lebhaftigkeit am besten ein großes Freilandgehege.

## Ernährung
In ihrem natürlichen Lebensraum haben die Waldschildkröten ein breites Nahrungsspektrum zur Verfügung. Gräser, Blätter und tropische Früchte sind die Hauptnahrungsquelle, daneben fressen sie auch Schnecken, Würmer und Insekten.
In Gefangenschaft haben sich Löwenzahn, Endivien, Spinat, Petersilie und Zucchetti bewährt, wichtig ist eine abwechslungsreiche, kalziumreiche und phosphatarme Nahrung. Auch Früchte wie Bananen, Kiwi, Äpfel, Zitrusfrüchte und Erdbeeren werden gefressen. Im Freilandgehege fressen die Schildkröten auch lebende Schnecken und Würmer.

## Zucht
Die Nachzucht der gefährdeten Art ist unter geeigneten Bedingungen möglich. 28–31 °C Bebrütungstemperatur sind nötig, mindestens 85 % Luftfeuchtigkeit. Die Eier werden dabei in Vermiculite gelegt, das Substrat muss sehr feucht gehalten, jedoch Staunässe vermieden werden. Nach 120 bis 160 Tagen schlüpfen erfahrungsgemäß (nicht aus allen Eiern) die Jungtiere.